# ديفيد بيترز
ديفيد بيترز (بالإنجليزية: David Peters)‏ هو سياسي أمريكي، ولد في 1 مارس 1954. حزبياً، نشط في الحزب الجمهوري. وقد انتخب عضو مجلس نواب ماساتشوستس.